# 徐建培
徐建培（1960年8月—），男，汉族，江苏大丰人，中华人民共和国政治人物，曾任中华人民共和国科学技术部党组成员、秘书长，曾任河北省人民政府副省长，现任河北省政协副主席。

## 生平
1997年任山东工商学院校长。
1999年8月，任青岛大学校长；2003年1月，任青岛大学党委书记、校长；2003年12月到2010年12月，任青岛大学党委书记。
2016年3月，任科学技术部秘书长。
2017年3月，任河北省人民政府副省长。2021年2月，任河北省政协副主席。
2023年1月14日，卸任河北省政协副主席职务。